# 1650-talet

## Händelser
- 1650 - Drottning Kristina kröns till Sveriges drottning.
- 1652 - Olof Rudbeck demonstrerar i Uppsala sin epokgörande upptäckt av lymfkärlen. Resultaten publiceras 1653.
- 1653 - Taj Mahal i Indien färdigställs.
- 1654 - Drottning Kristina abdikerar och lämnar Sverige. Hon efterträds på tronen av Karl X Gustav. Han gifter sig med Hedvig Eleonora.
- 1655 - Karl X Gustavs krig mot Polen börjar.
- 1658 - Svenska hären tågar över Lilla och Stora Bält och framtvingar freden i Roskilde, där Skåne, Blekinge, Bohuslän, Trondheims län och Bornholm blir svenskt.

## Födda
- 1659 - Anna Margrethe Lasson, dansk författare.

## Avlidna
- 1654 - Axel Oxenstierna, svensk rikskansler.